# Барбадос на летних Олимпийских играх 1972
Барбадос принимал участие в Летних Олимпийских играх 1972 года в Мюнхене (ФРГ) во второй раз за свою историю, но не завоевал ни одной медали. Сборную страны представляли 8 мужчин и 5 женщин.

## Результаты соревнований

### Велоспорт
Шоссейный велоспорт
| Спортсмен      | Дисциплина      | Место |
| -------------- | --------------- | ----- |
| Орландо Бейтс  | групповая гонка | DNF   |
| Кенсли Рис     | групповая гонка | DNF   |
| Гектор Эдвардс | групповая гонка | DNF   |

#### Трековый велоспорт
| Спортсмен      | Дисциплина | 1 раунд                                                          | 1 раунд | Утешительный              | Утешительный | 2 раунд              | 2 раунд              | Утешительный         | Утешительный         | 1/8 финала           | 1/8 финала           | Утешительный         | Утешительный         | Утешительный финал   | Утешительный финал   | 1/4 финала           | Полуфинал            | Финал                | Место |
| Спортсмен      | Дисциплина | Соперники                                                        | Место   | Соперники                 | Место        | Соперники            | Место                | Соперники            | Место                | Соперники            | Место                | Соперники            | Место                | Соперники            | Место                | Соперник             | Соперник             | Соперник             | Место |
| -------------- | ---------- | ---------------------------------------------------------------- | ------- | ------------------------- | ------------ | -------------------- | -------------------- | -------------------- | -------------------- | -------------------- | -------------------- | -------------------- | -------------------- | -------------------- | -------------------- | -------------------- | -------------------- | -------------------- | ----- |
| Кенсли Рис     | спринт     | Иван Кучирек Чехословакия Уинстон Аттонг Тринидад и Тобаго 11,78 | 3       | Роджер Янг США 11,99      | 2            | Завершил выступления | Завершил выступления | Завершил выступления | Завершил выступления | Завершил выступления | Завершил выступления | Завершил выступления | Завершил выступления | Завершил выступления | Завершил выступления | Завершил выступления | Завершил выступления | Завершил выступления | 9     |
| Гектор Эдвардс | спринт     | Даниель Морелон Франция Сурия Чиарасаравонг Таиланд 11,71        | 2       | Джеффри Спенсер США 12,46 | 2            | Завершил выступления | Завершил выступления | Завершил выступления | Завершил выступления | Завершил выступления | Завершил выступления | Завершил выступления | Завершил выступления | Завершил выступления | Завершил выступления | Завершил выступления | Завершил выступления | Завершил выступления | 9     |

| Спортсмен      | Дисциплина  | Время | Место |
| -------------- | ----------- | ----- | ----- |
| Гектор Эдвардс | гит, 1000 м | DNF   | —     |

| Спортсмен     | Дисциплина                                 | Квалификация | Квалификация | Четвертьфинал        | Четвертьфинал        | Четвертьфинал        | Полуфинал            | Полуфинал            | Полуфинал            | Финал                | Финал                | Место |
| Спортсмен     | Дисциплина                                 | Время        | Место        | Соперник             | Время                | Место                | Соперник             | Время                | Место                | Соперник             | Время                | Место |
| ------------- | ------------------------------------------ | ------------ | ------------ | -------------------- | -------------------- | -------------------- | -------------------- | -------------------- | -------------------- | -------------------- | -------------------- | ----- |
| Орландо Бейтс | индивидуальная гонка преследования, 4000 м | 5:19,68      | 24           | Завершил выступления | Завершил выступления | Завершил выступления | Завершил выступления | Завершил выступления | Завершил выступления | Завершил выступления | Завершил выступления | 24    |

### Лёгкая атлетика
Мужчины
Беговые дисциплины
| Дисциплина        | Спортсмен       | Предварительный раунд | Предварительный раунд | Предварительный раунд | Четвертьфиналы       | Четвертьфиналы       | Четвертьфиналы       | Полуфиналы           | Полуфиналы           | Полуфиналы           | Финал                | Финал                |
| Дисциплина        | Спортсмен       | Забег                 | Время                 | Место                 | Забег                | Время                | Место                | Забег                | Время                | Место                | Время                | Место                |
| ----------------- | --------------- | --------------------- | --------------------- | --------------------- | -------------------- | -------------------- | -------------------- | -------------------- | -------------------- | -------------------- | -------------------- | -------------------- |
| бег на 400 метров | Каспар Спрингер | 6                     | DNF                   | —                     | Завершил выступление | Завершил выступление | Завершил выступление | Завершил выступление | Завершил выступление | Завершил выступление | Завершил выступление | Завершил выступление |

Многоборье
| Дисциплина  | Спортсмен      | Параметр  | 100 м | длина | ядро  | высота | 400 м | 110 м с/б | диск  | шест | копьё | 1500 м | Всего очков | Итоговое место |
| ----------- | -------------- | --------- | ----- | ----- | ----- | ------ | ----- | --------- | ----- | ---- | ----- | ------ | ----------- | -------------- |
| десятиборье | Клиффорд Брукс | Результат | 11,19 | 6,81  | 11,71 | 1,75   | 49,75 | 16,37     | 33,90 | NM   | —     | —      | 4844        | —              |
| десятиборье | Клиффорд Брукс | Очки      | 759   | 780   | 580   | 634    | 814   | 715       | 560   | 0    | —     | —      | 4844        | —              |
| десятиборье | Клиффорд Брукс | Место     | 19    | 27    | 33    | 27     | 18    | 22        | 26    | —    | —     | —      | 4844        | —              |

Женщины
Беговые дисциплины
| Дисциплина            | Спортсменки                                          | Предварительный раунд | Предварительный раунд | Предварительный раунд | Четвертьфиналы        | Четвертьфиналы        | Четвертьфиналы        | Полуфиналы            | Полуфиналы            | Полуфиналы            | Финал                 | Финал                 |
| Дисциплина            | Спортсменки                                          | Забег                 | Время                 | Место                 | Забег                 | Время                 | Место                 | Забег                 | Время                 | Место                 | Время                 | Место                 |
| --------------------- | ---------------------------------------------------- | --------------------- | --------------------- | --------------------- | --------------------- | --------------------- | --------------------- | --------------------- | --------------------- | --------------------- | --------------------- | --------------------- |
| бег на 100 метров     | Фрейда Николлс-Дэви                                  | 3                     | 12,16                 | 7                     | Завершила выступление | Завершила выступление | Завершила выступление | Завершила выступление | Завершила выступление | Завершила выступление | Завершила выступление | Завершила выступление |
| бег на 200 метров     | Марсия Тротман                                       | 6                     | 24,06                 | 5                     | 1                     | 24,00                 | 6                     | Завершила выступление | Завершила выступление | Завершила выступление | Завершила выступление | Завершила выступление |
| бег на 400 метров     | Барбара Бишоп                                        | 1                     | 56,35                 | 7                     | Завершила выступление | Завершила выступление | Завершила выступление | Завершила выступление | Завершила выступление | Завершила выступление | Завершила выступление | Завершила выступление |
| бег на 800 метров     | Хизер Гудинг                                         | 2                     | 2:19,69               | 8                     | Не проводится         | Не проводится         | Не проводится         | Завершила выступление | Завершила выступление | Завершила выступление | Завершила выступление | Завершила выступление |
| эстафета 4×400 метров | Лорна Форд Барбара Бишоп Марсия Тротман Хизер Гудинг | Не проводится         | Не проводится         | Не проводится         | Не проводится         | Не проводится         | Не проводится         | 1                     | 3:44,5                | 7                     | Завершила выступление | Завершила выступление |

### Стрельба
| Спортсмены    | Соревнование             | Финал     | Финал |
| Спортсмены    | Соревнование             | Результат | Место |
| ------------- | ------------------------ | --------- | ----- |
| Милтон Такер  | Винтовка лёжа, 50 метров | 582       | 74    |
| Карвур Моррис | Винтовка лёжа, 50 метров | 575       | 93    |

### Тяжёлая атлетика
| Спортсмен      | Категория | Масса, кг | Жим  | Жим  | Жим  | Рывок | Рывок | Рывок | Толчок | Толчок | Толчок | Всего | Место |
| Спортсмен      | Категория | Масса, кг | 1    | 2    | 3    | 1     | 2     | 3     | 1      | 2      | 3      | Всего | Место |
| -------------- | --------- | --------- | ---- | ---- | ---- | ----- | ----- | ----- | ------ | ------ | ------ | ----- | ----- |
| Энтони Филлипс | До 56 кг  | 55,75     | 97,5 | 97,5 | 97,5 | —     | —     | —     | —      | —      | —      | —     | —     |